# Arthur H
Pour l’article ayant un titre homophone, voir Arthur Ashe.
Pour les articles homonymes, voir Higelin.
Arthur Higelin, dit Arthur H, est un auteur-compositeur-interprète et musicien français, né le 27 mars 1966 à Paris. Plus secondairement, il est également acteur, peintre et illustrateur.
Sa musique mêle jazz, rock et electro.
Il est le fils du chanteur Jacques Higelin.

## Biographie

### Enfance et formation
Arthur Thomas Antoine Higelin naît le 27 mars 1966 à Paris. Il est le fils du chanteur Jacques Higelin et de Nicole Courtois et le demi-frère de Kên Higelin, Maya Barsony et Izïa Higelin.
Arthur Higelin étudie la musique au Berklee College of Music de Boston pendant un an et demi avant de rentrer en France où il commence à jouer et à composer au sein de divers groupes. C'est au sein du Bachibouzouk Band qu'il se fait connaître, avant de sortir en 1990 son premier album solo, Arthur H.

### Carrière artistique
En 1990, à 24 ans, il sort son premier disque intitulé Arthur H, salué par la critique. En 1992, il monte un cabaret sous chapiteau nommé Magic Mirrors. En 2001, il participe au spectacle Cabaret Imprudent avec le Cirque Cahin-caha.
Il sort une quinzaine d'albums entre 1990 et 2011, collaborant avec divers artistes. Il travaille par exemple avec l'Anglais Brad Scott entre 1990 et 2003 sur les albums Arthur H., Bachibouzouk, En chair et en os, Trouble-Fête, Pour Madame X et Négresse blanche. Nicolas Repac participe comme guitariste et auteur sur les albums Pour Madame X, Négresse blanche, ainsi que sur L'Or noir, dont il compose par ailleurs tous les morceaux.
Arthur H est plusieurs fois récompensé lors de Victoires de la musique. En 2013, il participe au spectacle musical L'Or noir présenté à Paris au Théâtre du Rond-Point.
En 2018 sort son dixième (double) album solo, Amour chien fou, qu'il interprète notamment en live au festival des Francofolies. Il se fait notamment remarquer pour le clip La Boxeuse amoureuse qui chorégraphie un combat entre le comédien Roschdy Zem et la danseuse Marie-Agnès Gillot, .
En 2021, Arthur H sort le disque Mort prématurée d'un chanteur populaire dans la force de l'âge, recueil des chansons qu'il avait écrites et composées pour la pièce du même titre conçue avec Wajdi Mouawad où il jouait le rôle principal, celui d’Alice, « un chanteur désespéré, au bout du rouleau, qui n’a qu’un désir : mettre un bâton de dynamite dans le système ». 
En 2023 sort l'album La Vie où Arthur H évoque les abus sexuels dont fut victime Jacques Higelin et rend hommage à Brigitte Fontaine dans "Divin Blasphème", qui contient aussi des textes engagés ("Addict", "La Folie du contrôle").

### Vie privée
Arthur Higelin est le premier fils du chanteur Jacques Higelin et de Nicole Courtois. Le couple se sépare alors qu'Arthur n'a que cinq ans. Les chanteuses Izïa Higelin et Maya Barsony sont ses demi-sœurs, le réalisateur et comédien Kên Higelin est son demi-frère.
En 1998, à la fin d'un de ses concerts à Los Angeles, Arthur H épouse, devant un juge de paix spécialement convié pour l'occasion et sur la scène, Alexandra Mikhalkova, sa bassiste, mère de leurs deux enfants[style à revoir] dont l’auteur-compositeur-interprète Marcia Higelin née en 1994 et Liouba, rappeuse.
Depuis 2015, il partage la vie de Léonore Mercier, une plasticienne sonore.

## Engagements
Durant le printemps 2009, il se prononce en faveur du projet Hadopi et s'en explique sur plusieurs plateaux de télévision.
En septembre 2010, lors d'un concert seul en scène avec un piano à Contis plage, il s'oppose fermement à la politique d'expulsion des Roms par le gouvernement Fillon de Nicolas Sarkozy. Il y oppose son propre concept d'« auto-expulsion », défini comme un grand élan du cœur contre les injustices de ce monde. Il avoue cependant plus tard que ce « propre concept » était une blague, née d'un « délire » sur scène et relayée à tort par un blogueur qui avait pris cela au premier degré ; l’information ayant ensuite été reprise dans les médias.
En septembre 2018, à la suite de la démission de Nicolas Hulot, il signe avec Juliette Binoche la tribune appelant à agir face aux catastrophes écologiques, intitulée « Le plus grand défi de l'histoire de l'humanité », qui paraît en une du journal Le Monde avec pour titre L'appel de 200 personnalités pour sauver la planète.

## Style
Le style d'Arthur H mêle jazz, blues, chanson française et groove, ses références piochant aussi bien chez Duke Ellington que chez Serge Gainsbourg. Ses accompagnements sont généralement formés de petites formations acoustiques. Son univers musical est qualifié de « poétique », « punk » et « surréaliste » ou encore d'« hypnotique » et « dansant ».

## Décorations
- Officier de l'ordre des Arts et des Lettres (2022)[13]

## Discographie

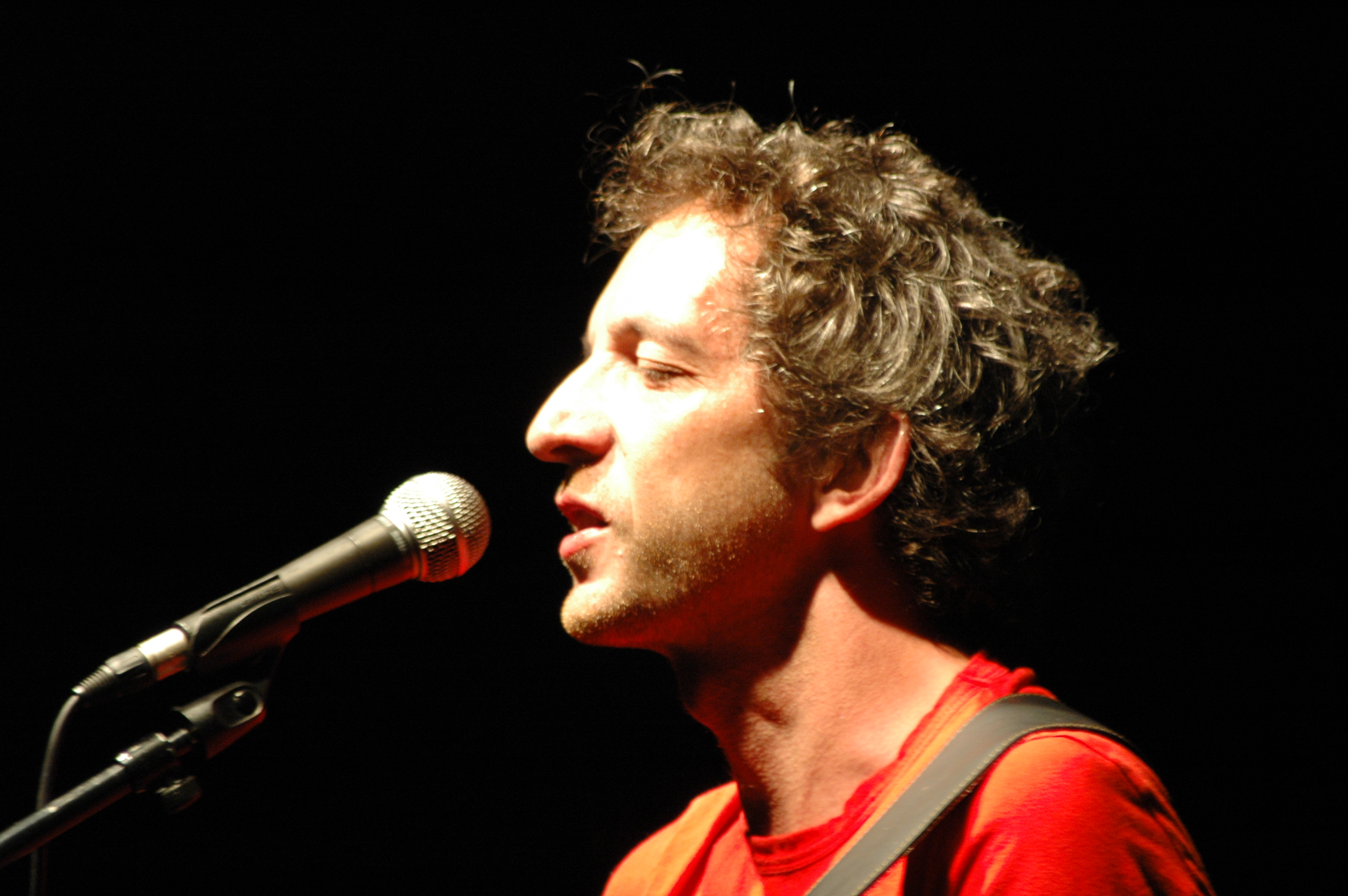
Arthur H en 2008.

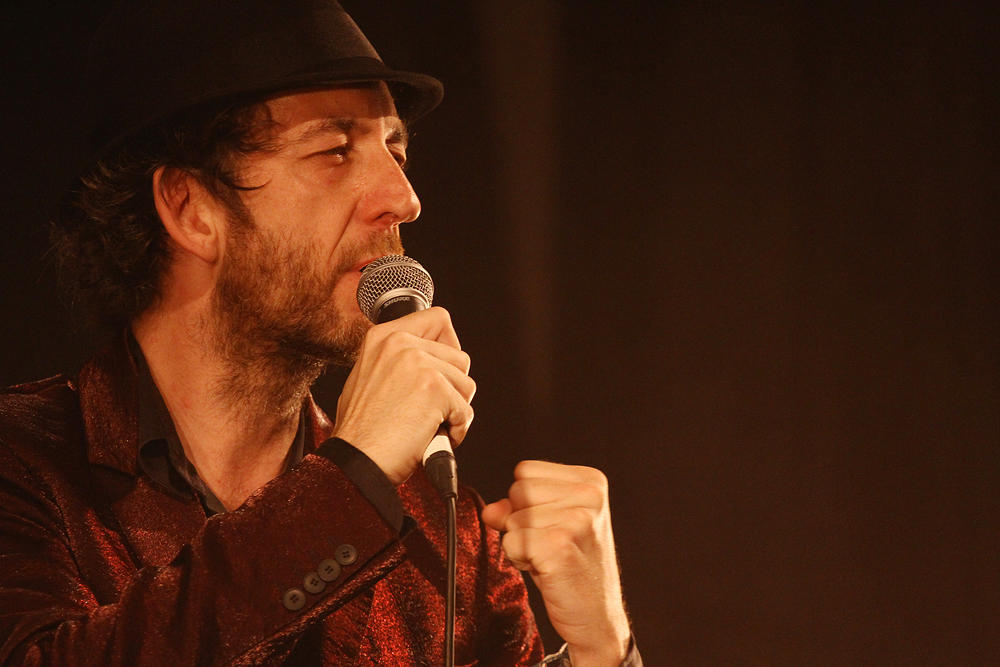
Arthur H au 24e festival Chorus des Hauts-de-Seine 2012 à Châtillon.

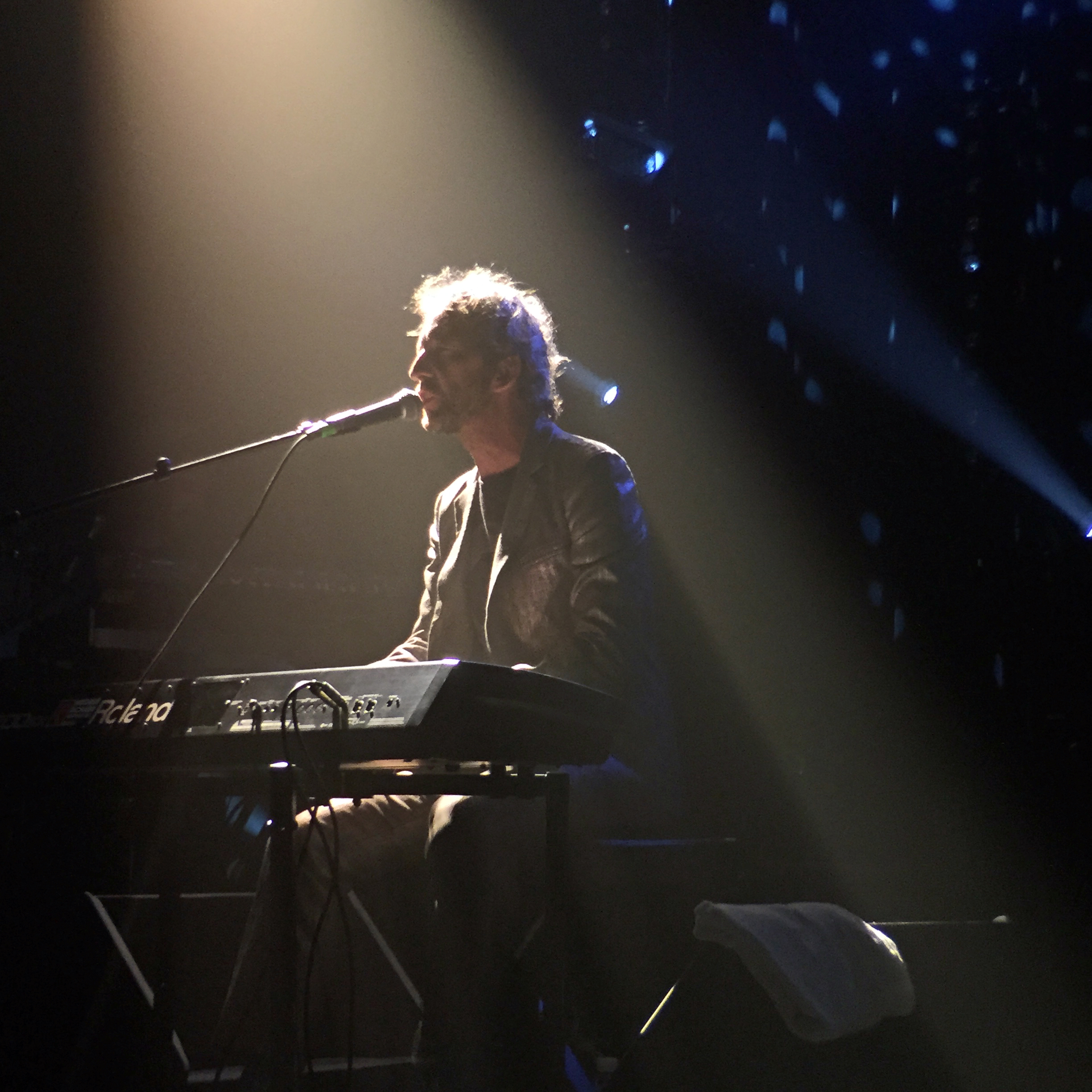
Arthur H en concert à l'Impérial lors du festival d'été de Québec en 2015.

### Albums studio
- 1990 : Arthur H
- 1992 : Bachibouzouk
- 1996 : Trouble-fête
- 2000 : Pour Madame X
- 2003 : Négresse Blanche
- 2005 : Adieu tristesse
- 2008 : L'Homme du monde
- 2011 : Baba Love
- 2014 : Soleil dedans
- 2018 : Amour chien fou
- 2021 : Mort prématurée d'un chanteur populaire dans la force de l'âge
- 2023 : La Vie

#### Avec Nicolas Repac
- 2012 : L'Or noir
- 2014 : L'Or d'Éros

### Albums en public
- 1993 : En chair et en os
- 1997 : Fête Trouble
- 2002 : Piano Solo
- 2006 : Show Time
- 2015 :  Soleil dedans - Live

### Albums compilation
- 2009 : Amour délice et extase
- 2010 : Mystic Rumba
- 2015 : Mouvement perpétuel
- 2019 : Filmographie

### Bandes originales
- 1999 : Inséparables
- 2019 : Sound of Metal, avec le titre Cet amour me tue interprété dans le film par Olivia Cooke et Mathieu Amalric. Il existe une version pour la bande originale du film interprétée par Arthur H et Martha Wainwright. Le titre est repris dans une version différente sur l'album La Vie avec les chœurs de Léonore Mercier.

### Livre audio
- 2009 : L'Écume des jours (œuvre de Boris Vian), Audiolib.

### Participations

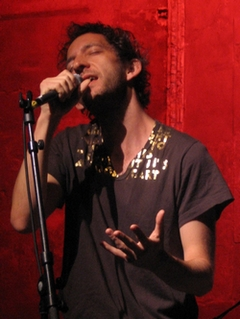
Arthur H en concert en 2007.

- 1971 : Voix de bambin dans l'album de Jacques Higelin, Jacques Crabouif Higelin
- 1991 : Remix du morceau Cool Jazz sur Cool Jazz Remix (avec Dee Nasty, Alan Cross)
- 1995 : Musique du film documentaire Coûte que coûte réalisé par Claire Simon (1995).
- 1998 : Reprise de Sur la place de Jacques Brel sur la compilation Aux suivants
- 1999 : En Harmonie en duo avec Nina Morato sur l'album Moderato de Nina Morato
- 2000 : Duo Maison close avec Ute Lemper sur la version française de l'album Punishing Kiss de Lemper
- 2001 : Duo Duo avec Maya Barsony sur l'album Barsony de Maya
- 2001 : Reprise de La Fille à cent sous de Georges Brassens sur la compilation Les Oiseaux de passage
- 2002 : Chante Raïssa avec le groupe Banda Ionica sur l'album Matri Mia
- 2002 : Le blues de celui qui reste et Lé Moyé sur l'album Ungaresca de Vents d'Est
- 2003 : Reprise de Le Mal-Aimé de Claude François avec Marcia sa fille sur la compilation Cloclomania
- 2003 : Chante dans Il Cosmonauti Russi de Battista Lena
- 2004 : Chante sur le titre Pomme Heureuse de l'édition française du disque The Peace Between Our Companies du trio américain de jazz Happy Apple
- 2005 : Écrit Grande Brune pour Yann Perreau sur l'album Nucléaire
- 2005 : Chante Est-ce que tu aimes ? en duo avec -M-
- 2006 : Reprise de La limonade de Dick Annegarn avec De Kift sur la compilation Le Grand Dîner
- 2006 : Les Sédiments en duo avec Françoise Hardy (album Parenthèses)
- 2006 : Viens en duo avec Sylvie Hoarau du groupe Vendetta sur l'album Drôle d'idée
- 2006 : Compagnon du ciel en duo avec Adanowsky sur son album Étoile Éternelle
- 2006 : Écrit La reine sans royaume pour Jane Birkin (album Fiction)
- 2007 : Apparition sur le DVD Live de son père : Higelin en plein Bataclan sur la chanson Tête en l'air
- 2007 : Reprise de When the Saints Go Marching In avec le groupe Dionysos sur l'album La Mécanique du cœur
- 2007 : écrit Baiser d'adieu pour Pauline Croze
- 2008 : Le voyageur solitaire avec la chorale The Cosmic Voice of Bulgaria sur l'album Stolen from strangers de Jun Miyake
- 2008 : Citation du poème L'idole, Sonnet du Trou du Cul sur l'album hommage à Arthur Rimbaud réalisé par le compositeur / joueur de didgeridoo Raphaël Didjaman sur le label Musical Tribal zik Records]
- 2009 : Capone et sa p'tite Phyllis (de Gainsbourg) en duo avec Régine (album Regine's Duets)
- 2009 : Betsy Party en duo avec Kent (album Panorama)
- 2009 : Casserole sérénade sur On n'est pas là pour se faire engueuler !, album hommage à Boris Vian
- 2009 : La Lune avec Tryo lors de leur dernier concert de la tournée 2008-2009 à Bercy
- 2010 : Compose Les mots s'envolent pour Françoise Hardy (album La pluie sans parapluie) (mars 2010)
- 2010 : Ciel de soie en duo avec Babet (album Piano Monstre 2010)
- 2010 : Petit Papa Noël dans le générique de fin du film d'animations L'Apprenti Père Noël
- 2010 : Sous ordonnance des Étoiles en duo avec Sylvie Vartan (album Soleil Bleu)
- 2010 : Le Vieux Singe sur l'album Dr Tom ou La Liberté en Cavale réalisé par Norman Langolff
- 2010 : Narrateur du conte musical pour enfants Le voyage du prince Tudorpah aux éditions Éveil et Découvertes
- 2011 : Libellule dans un rectangle sur l'album Jacno Future (CD bonus de l'édition FNAC), tribute à Jacno
- 2011 : Viens dans mon château en duo avec Moziimo sur l'album Je voudrais être un fleuve
- 2012 : "Barnabé et la fusée" livre pour enfants écrit par Yann Walcker, lu et interprété en musique par Arthur H
- 2014 : Mon HLM sur l'album hommage à Renaud, La Bande à Renaud 2
- 2016 : Les Souliers rouges, conte musical de Marc Lavoine
- 2017 : J'ai dix ans sur l'album hommage à Alain Souchon, Souchon dans l'air
- 2018 : chant sur les titres Bijou voyou Caillou et Hibou bleu de l'album Bijou Voyou Caillou du Florian Pellissier Quintet
- 2020 : titre Paris la silencieuse sur l’album Music for Containment, projet collectif initié par l’artiste électro Molécule.

## Spectacle musical
- 2019 : Mort prématurée d’un chanteur populaire dans la force de l’âge de Arthur H et Wajdi Mouawad, chansons originales Arthur H, musique originale Pascal Humbert, Théâtre de la Colline[14]

## Vidéographie
- 2006 : Show Time (DVD live)

## Filmographie
Sauf indication contraire, les informations mentionnées dans cette section peuvent être confirmées par les bases de données cinématographiques IMDb et Allociné,  présentes dans la section « Liens externes ».
- 1990 : Maman de Romain Goupil
- 2008 : Peur(s) du noir (film d'animation collectif) : voix d'un personnage
- 2012 : Un spectacle interrompu de Christophe Gautry et Arnaud Demuynck
- 2014 : Jack et la Mécanique du cœur de Mathias Malzieu et Stéphane Barla : Arthur
- 2019 : Psychomagie, un art pour guérir d'Alejandro Jodorowsky : lui-même
- 2019 : Sound of Metal de Darius Marder : brève apparition non créditée - également compositeur d'un titre pour le film
- 2025 : Ange de Tony Gatlif : Ange

## Publications
- Le Cauchemar merveilleux. Espèces de petits contes, Collection Poésie, Actes Sud, 2015, 132 p.  (ISBN 978-2-330-03744-4)
- La Musique des mots: chansons, 1988-2018, Collection Poésie, Points n. P4866, 2018, 312 p.  (ISBN 978-2-7578-7196-6)
- Fugues, Mercure de France, coll. Traits et portraits, 2019, 192 p.  (ISBN 9782715249981) [présentation éditeur]
- Arthur H (préface) et Valérie Lehoux, Car toujours le silence tue, Paris, Flammarion, 1er mars 2023, 176 p. (ISBN 9782080422361).

## Publicités
- 2017 : voix pour les publicités de Showroomprive.com[15]

## Distinctions

### Victoires de la musique
- 1993 : révélation masculine de l'année
- 2006 : vidéo-clip de l'année, pour Est-ce que tu aimes ? avec M
- 2009 : album pop/rock de l'année, pour L'Homme du monde

### Autres
- 2010 : albums Adieu tristesse et L'Homme du monde certifiés disques d'or
- 2014 : prix Chanson de l'Académie Charles-Cros[16]
- 2017 : coup de cœur dans la catégorie « parole enregistrée et documents sonores » de l’Académie Charles-Cros pour Le Testament de François Villon[17]